# Nonkel Zigomar, Snoe en Snolleke
Nonkel Zigomar, Snoe en Snolleke is een humoristische stripreeks van de Vlaamse striptekenaar Bob De Moor. De strip verscheen oorspronkelijk, tussen 1951 en 1956, in de kranten 't Vrije Volksblad en Nieuws van de Dag. De oorspronkelijke volgorde van de verhalen:
- Het Hambras-serum (1951)
- De Schele zilvervos (1951-1952)
- De sigarillo's van koningin Thia (1952)
- De schat van Baekelandt (1952)
- De blauwe vinger (1952-1953)
- De Spaa-motor (1953)
- De witte Maw-Maw (1953)
- De zwarte draak (1953-1954)
- Het geheim van Vulcania (1954)
- Het betoverde zandtapijt (1954)
- De gele spion (1954)
- Het mollenrijk (1954-1955)
- De geitenrijders (1955)
- De rode caballero (1955-1956)
- De sprekende wandelstok (1956)

Vanaf 1989 werden dertien van de vijftien verhalen opnieuw gepubliceerd, ditmaal in Gazet van Antwerpen. De reeks werd hiervoor herwerkt in tekeningen en taal, en herdoopt in Johan en Stefan.

## Albums
De albums verschenen bij verschillende uitgeverijen. De eerste uitgave in de jaren '50 gebeurde door Uitgeverij Periodica onder de titel De avonturen van Nonkel Zigomar, Snoe en Snolleke. Bij Uitgeverij De Dageraad verschenen in de jaren '70 en '80 zes albums in de Magnum Reeks onder de titel De avonturen van Snoe en Snolleke. Bij latere uitgaven van Uitgeverij Casterman en Standaard Uitgeverij werd de reeks herdoopt in (De avonturen van) Johan en Stefan. Later volgden er nog uitgaven bij Uitgeverij Dirk Vermeire, Uitgeverij Enigma, Brabant Strip en BD Must, dit onder de oorspronkelijke reeksnaam.
- De geitenrijders (1956)
- De rode caballero (1956)
- De sigarillos van koningin Thia (1956)
- De schele zilvervos (1956)
- Het Hambras-serum (1978)
- De schat van Baekelandt (1981)
- De blauwe vinger (1984)
- Het betoverde zandtapijt (1985)
- De zwarte draak (1993)
- Het geheim van Vulcania (1993)
- De witte Maw-Maw (1999)
- De sprekende wandelstok (2001)
- De Spaa-motor (2002)
- Het mollenrijk (2003)
- De gele spion (2004)